# Upplands runinskrifter 1151
Upplands runinskrifter 1151 är en vikingatida runsten av blågrå granit i Brunnby, Frösthults socken och Enköpings kommun. Runstenen är 1,50 meter hög, 1,0 meter bred och 0,33 meter tjock. Runhöjden är 6-9 centimeter.

## Inskriften
Translitterering av runraden:
× haþintis × la- ...sa × stain × þana × aftir × hulmfast + buta × sin × auk × at × akla × sun sin × kuþ + hia-bi × ot × þaira ×
Normalisering till runsvenska:
Heðindis le[t ræi]sa stæin þenna æftiʀ Holmfast, bonda sinn, ok at Ængla/Ægla, sun sinn. Guð hia[l]pi and þæiʀa.
Översättning till nusvenska:
Hedendis lät resa denna sten efter Holmfast, sin man, och efter Angle, sin son. Gud hjälpe deras ande.
Kvinnonamnet "Hedendis" finns också på runstenen U 770 och det är utan tvivel samma kvinna som avses. U 770 är något äldre än U 1151.